# Matriz diagonal
En álgebra lineal, una matriz diagonal es una matriz cuyos elementos fuera de la diagonal principal son todos cero; el término usualmente hace referencia a matrices cuadradas. Un ejemplo de una matriz diagonal de tamaño {\displaystyle 2\times 2} es
{\displaystyle {\begin{bmatrix}3&0\\0&2\end{bmatrix}}}
mientras que un ejemplo de una matriz de tamaño {\displaystyle 3\times 3} es
{\displaystyle {\begin{bmatrix}6&0&0\\0&7&0\\0&0&4\end{bmatrix}}}
La matriz identidad de cualquier tamaño o cualquier múltiplo de ella (una matriz escalar) es una matriz diagonal.

## Definición
La matriz {\displaystyle D=(d_{i,j})} con {\displaystyle n} columnas y {\displaystyle n} renglones es diagonal si
{\displaystyle d_{i,j}=0\;{\mbox{si}}\;i\neq j\quad \forall \;i,j\in \{1,2,\dots ,n\}}
Los elementos de la diagonal principal de la matriz {\displaystyle D} pueden tomar cualquier valor.
Toda matriz diagonal es también una matriz simétrica, triangular (superior e inferior) y (si las entradas provienen del cuerpo R o C) normal.

## Operaciones vectoriales
Multiplicar un vector por una matriz diagonal implica multiplicar cada elemento del vector por el elemento correspondiente de la diagonal. Dada una matriz diagonal {\displaystyle D=\operatorname {diag} (a_{1},\dots ,a_{n})} y un vector {\displaystyle \mathbf {v} ={\begin{bmatrix}x_{1}&\cdots &x_{n}\end{bmatrix}}^{T}} el producto es:
{\displaystyle D\mathbf {v} =\operatorname {diag} (a_{1},\dots ,a_{n}){\begin{bmatrix}x_{1}\\\vdots \\x_{n}\end{bmatrix}}={\begin{bmatrix}a_{1}\\&\ddots \\&&a_{n}\end{bmatrix}}{\begin{bmatrix}x_{1}\\\vdots \\x_{n}\end{bmatrix}}={\begin{bmatrix}a_{1}x_{1}\\\vdots \\a_{n}x_{n}\end{bmatrix}}}

## Operaciones matriciales
Las operaciones de suma y multiplicación entre matrices diagonales son muy sencillas. Considere dos matrices diagonales del mismo tamaño {\displaystyle D=\operatorname {diag} (a_{1},\dots ,a_{n})} y {\displaystyle B=\operatorname {diag} (b_{1},\dots ,b_{n})}. 
Para la suma de matrices diagonales se tiene 
{\displaystyle {\begin{aligned}D+B&=\operatorname {diag} (a_{1},\dots ,a_{n})+\operatorname {diag} (b_{1},\dots ,b_{n})\\&={\begin{bmatrix}a_{1}\\&\ddots \\&&a_{n}\end{bmatrix}}+{\begin{bmatrix}b_{1}\\&\ddots \\&&b_{n}\end{bmatrix}}\\&={\begin{bmatrix}a_{1}+b_{1}\\&\ddots \\&&b_{n}+b_{n}\end{bmatrix}}\\&=\operatorname {diag} (a_{1}+b_{1},\dots ,a_{n}+b_{n})\end{aligned}}}
y para el producto de matrices,
{\displaystyle {\begin{aligned}DB&=\operatorname {diag} (a_{1},\dots ,a_{n})\cdot \operatorname {diag} (b_{1},\dots ,b_{n})\\&={\begin{bmatrix}a_{1}\\&\ddots \\&&a_{n}\end{bmatrix}}{\begin{bmatrix}b_{1}\\&\ddots \\&&b_{n}\end{bmatrix}}\\&={\begin{bmatrix}a_{1}b_{1}\\&\ddots \\&&a_{n}b_{n}\end{bmatrix}}\\&=\operatorname {diag} (a_{1}b_{1},\dots ,a_{n}b_{n})\end{aligned}}}
La matriz diagonal {\displaystyle D=\operatorname {diag} (a_{1},\dots ,a_{n})} es invertible si y sólo si las entradas {\displaystyle a_{1},\dots ,a_{n}} son todas distintas de 0. En este caso, se tiene
{\displaystyle D^{-1}=\operatorname {diag} (a_{1},\dots ,a_{n})^{-1}=\operatorname {diag} (a_{1}^{-1},\dots ,a_{n}^{-1})}
En particular, las matrices diagonales forman un subanillo del anillo de las matrices de {\displaystyle n\times n}.
Multiplicar la matriz {\displaystyle A} por la izquierda con {\displaystyle \operatorname {diag} (a_{1},\dots ,a_{n})} equivale a multiplicar la {\displaystyle i}-ésima fila de {\displaystyle A} por {\displaystyle a_{i}} para todo {\displaystyle i}. Multiplicar la matriz {\displaystyle A} por la derecha con {\displaystyle \operatorname {diag} (a_{1},\dots ,a_{n})} equivale a multiplicar la {\displaystyle i}-ésima columna de {\displaystyle A} por {\displaystyle a_{i}} para todo {\displaystyle i}.

## Propiedades
- El determinante de {\displaystyle \operatorname {diag} (a_{1},\dots ,a_{n})} es igual al producto {\displaystyle a_{1}\cdots a_{n}}.
- La adjunta de una matriz diagonal es también una matriz diagonal.
- La matriz identidad {\displaystyle I_{n}} y la matriz cero son matrices diagonales.
- Los autovalores de {\displaystyle \operatorname {diag} (a_{1},\dots ,a_{n})} son {\displaystyle a_{1},\dots ,a_{n}}.
- Los vectores {\displaystyle \mathbf {e} _{1},\dots ,\mathbf {e} _{n}} forman una base de autovectores.

## Usos
Las matrices diagonales tienen lugar en muchas áreas del álgebra lineal. Debido a la sencillez de las operaciones con matrices diagonales y el cálculo de su determinante y de sus valores y vectores propios, siempre es deseable representar una matriz dada o transformación lineal como una matriz diagonal.
De hecho, una matriz dada de n×n es similar a una matriz diagonal si y sólo si tiene n autovectores linealmente independientes. Tales matrices se dicen diagonalizables.
En el cuerpo de los números reales o complejos existen más propiedades: toda matriz normal es similar a una matriz diagonal (véase teorema espectral) y toda matriz es equivalente a una matriz diagonal con entradas no negativas.
- Datos: Q332791